# Aloe ampefyana
Aloe ampefyana ist eine Pflanzenart der Gattung der Aloen in der Unterfamilie der Affodillgewächse (Asphodeloideae). Das Artepitheton ampefyana verweist auf das Vorkommen der Art bei Ampefy auf Madagaskar.

## Beschreibung

### Vegetative Merkmale
Aloe ampefyana wächst stammbildend, verzweigt und bildet kleine Klumpen aus bis zu sechs Rosetten. Die Stämme erreichen eine Länge von bis 30 Zentimeter und sind 2 Zentimeter dick. Die 25 bis 30 lanzettlichen, aufrecht-aufgebreiteten, an der Spitze zurückgebogenen Laubblätter bilden Rosetten. Die grüne Blattspreite ist 25 bis 30 Zentimeter lang und 3 bis 6 Zentimeter breit. Auf ihr befinden sich häufig viele grüne Pusteln. Die blassgrünen Zähne am Blattrand sind 4 Millimeter lang und stehen 10 bis 15 Millimeter voneinander entfernt. 

### Blütenstände und Blüten
Der Blütenstand besteht aus ein bis zwei Zweigen und erreicht eine Länge von bis zu 70 Zentimeter. Die ziemlich dichten, zylindrischen Trauben sind 10 bis 15 Zentimeter lang. Die eiförmig-zugespitzten Brakteen weisen eine Länge von 10 Millimeter auf. Die glockenförmigen, blassgelben Blüten sind im Knospenstadium rot. Sie stehen an 17 Millimeter langen Blütenstielen. Die Blüten sind 17 Millimeter lang. Auf Höhe des Fruchtknotens weisen die Blüten einen Durchmesser von 4 Millimeter auf. Ihre äußeren Perigonblätter sind nicht miteinander verwachsen. Die Staubblätter und der Griffel ragen 4 bis 10 Millimeter aus der Blüte heraus.

## Systematik und Verbreitung
Aloe ampefyana ist bei Ampefy auf Madagaskar auf schroffen Granithängen in Höhen von 1360 Metern verbreitet. Die Art ist nur aus dem Gebiet des Typusfundortes bekannt.
Die Erstbeschreibung durch Jean-Bernard Castillon wurde 2007 veröffentlicht.

## Nachweise